# Cantón Guachapala
Guachapala es un cantón de la provincia de Azuay, Ecuador, fue creado en la presidencia del Arquitecto Sixto Durán Ballén de acuerdo con el suplemento del registro oficial n.º 623 del 31 de enero de 1995. Según el último censo realizado por el INEC, su población aproximada es de 3.409 habitantes , es famoso por el santuario religioso del Señor de Andacocha, por lo que recibe muchos turistas religiosos. Es un cantón tranquilo para vivir, hay un parque acuático muy bonito para pasar el día en familia o con amigos.

## Historia
La idea de que Guachapala sea elevada a cantón, se remonta a la década de los setenta, en que los integrantes de la junta parroquial, conjuntamente con los Directores de las Escuelas Centrales de la población. Tiene la primera reunión con este objeto, acordando buscar los requisitos principales para iniciar este proyecto. 
Posteriormente, en la época del noventa, al conocer que las parroquias vecinas de El Pan y Sevilla de Oro, estaban impulsando proyectos al Congreso Nacional del Ecuador (con ese nombre en ese tiempo), para obtener la categoría de Cantón, el Señor Gilberto Castillo, miembro de la Junta Parroquial de ese entonces, pide el apoyo a su hijo Bosco Abdón Castillo Orellana, el cual solicita a la Comisión de Límites Internos de la República, CELIR, las bases para la ejecución de un proyecto de Cantonización, los mismos que son obtenidos con estos documentos la Junta Parroquial decide realizar una Asamblea General el 30 de diciembre de 1991; fecha en la que asisten mayoritariamente la población, quienes deciden iniciar el trámite, nombrándose para ese fin un Comité “Pro-Cantonización”, el mismo que por decisión mayoritaria queda presidido por el Dr. Jaime Jerves Jerves y Mayor Bosco Castillo Orellana Coordinar General y Vicepresidente del Comité. 
De inmediato se nombra comisiones para la elaboración de una monografía, de un bosquejo de proforma presupuestaria, donde se mostrara la capacidad de autogestión y la forma de organización tendría el municipio, el levantamiento topográfico de la población, el censo de sus moradores y caseríos; material que es recopilado y tabulado en los mese siguientes, pudiendo ingresar la Monografía de Guachapala conjuntamente con la petición, al Honorable Concejo Provincial del Azuay, de quienes posteriormente se recibió el dictamen favorable mediante Oficios n.º 2543, del 1 de junio de 1992, con esta aprobación se remite el Proyecto a la CELIR y al Congreso Nacional, el 12 de junio de 1992. Desde esa fecha, ardua ha sido la labor de las diferentes comisiones formadas, hasta que se promulgue la Ley que crea el Cantón Guachapala, en el Suplemento del Registro Oficial n.º 623, del 31 de enero de 1995. En la presidencia del Arq. Sixto Durán Ballen.

## Límites
El cantón Guachapala limita al:
Norte: Con el Río Paute que lo separa de las parroquias Tomebamba y Dugdug.
Sur: Con el Cantón Gualaceo
Este: Con el Cantón El Pan y Sevilla de oro
Oeste: Con el Río Paute y el Cantón Paute

## Superficie
Guachapala tiene una superficie de 41.07 km². Que representa el 2.12% de la superficie de los cantones nor-orientales de la Provincia del Azuay y el 0.5% del total de la Provincia por lo que es más pequeño en superficie.

## Clima
En el cantón Guachapala, predomina el clima templado, caliente en la parte baja del río Paute, templado en la cabecera cantonal y frío en la parte alta sector de Andacocha conforme recibe las influencia de la Región Oriental. Tiene una temperatura de 17 grados centígrados promedio.

## Altura
Su ubicación con respecto al nivel del mar varía desde los 2.200 hasta los 3.280 metros sobre el nivel del mar.

## Precipitación
Se presenta una precipitación media de 500 mm al año, siendo los meses de abril y octubre los más lluviosos y, diciembre y enero los más secos. Hay una humedad relativa de 83%. El balance hídrico se encuentra entre -200a +700mm por año.

## División Política
El cantón Guachapala tiene una sola parroquia urbana, pero se encuentra constituido por los siguientes caseríos, los principales son: Don Julo, Chaullayacu, Ñuñurco, Sacre, Guablid, Guásag, Andacocha, San Pedro, Chicti, Párig,Monjas y Agllán.

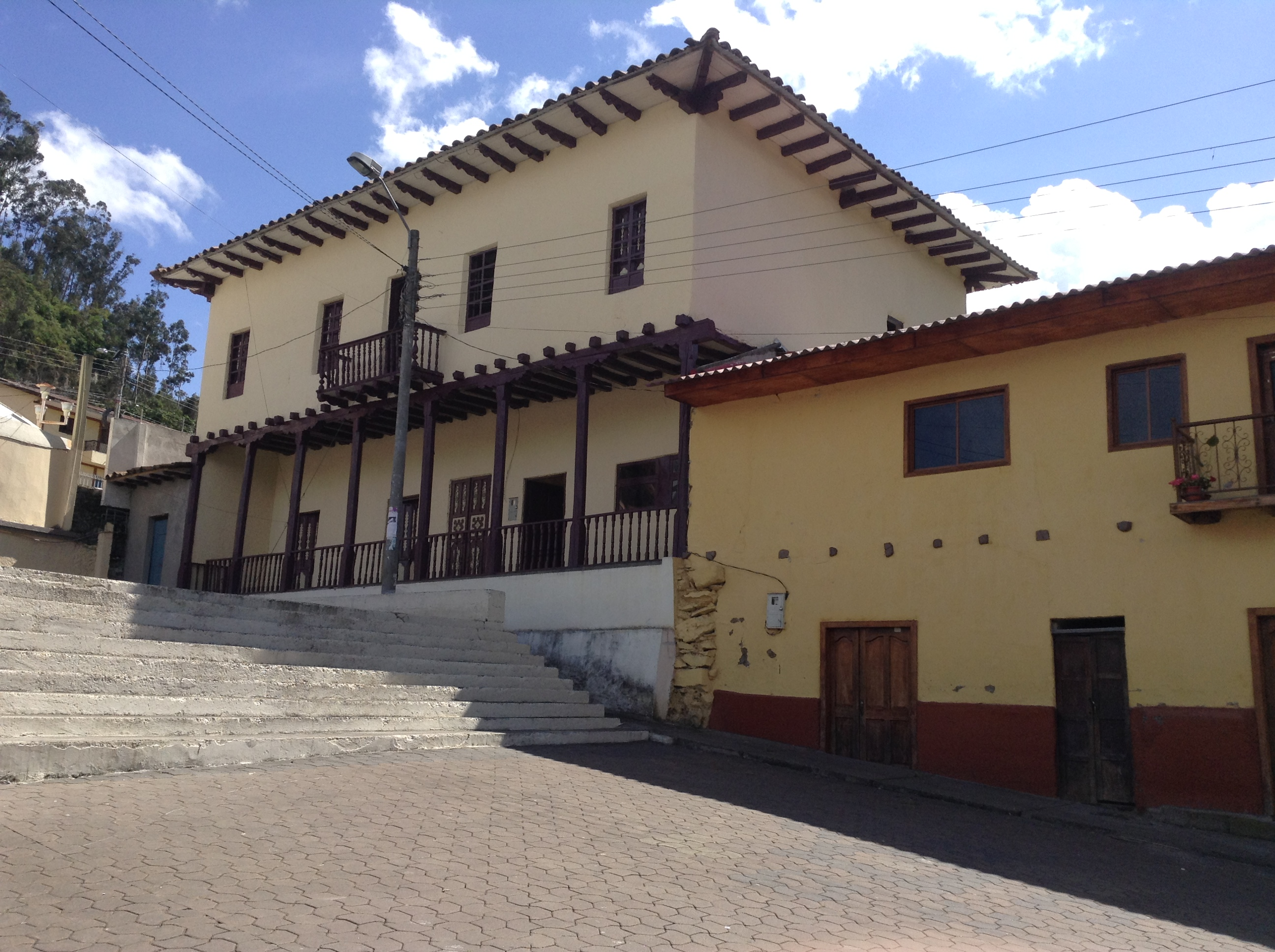
Casa patrimonial de Guachapala

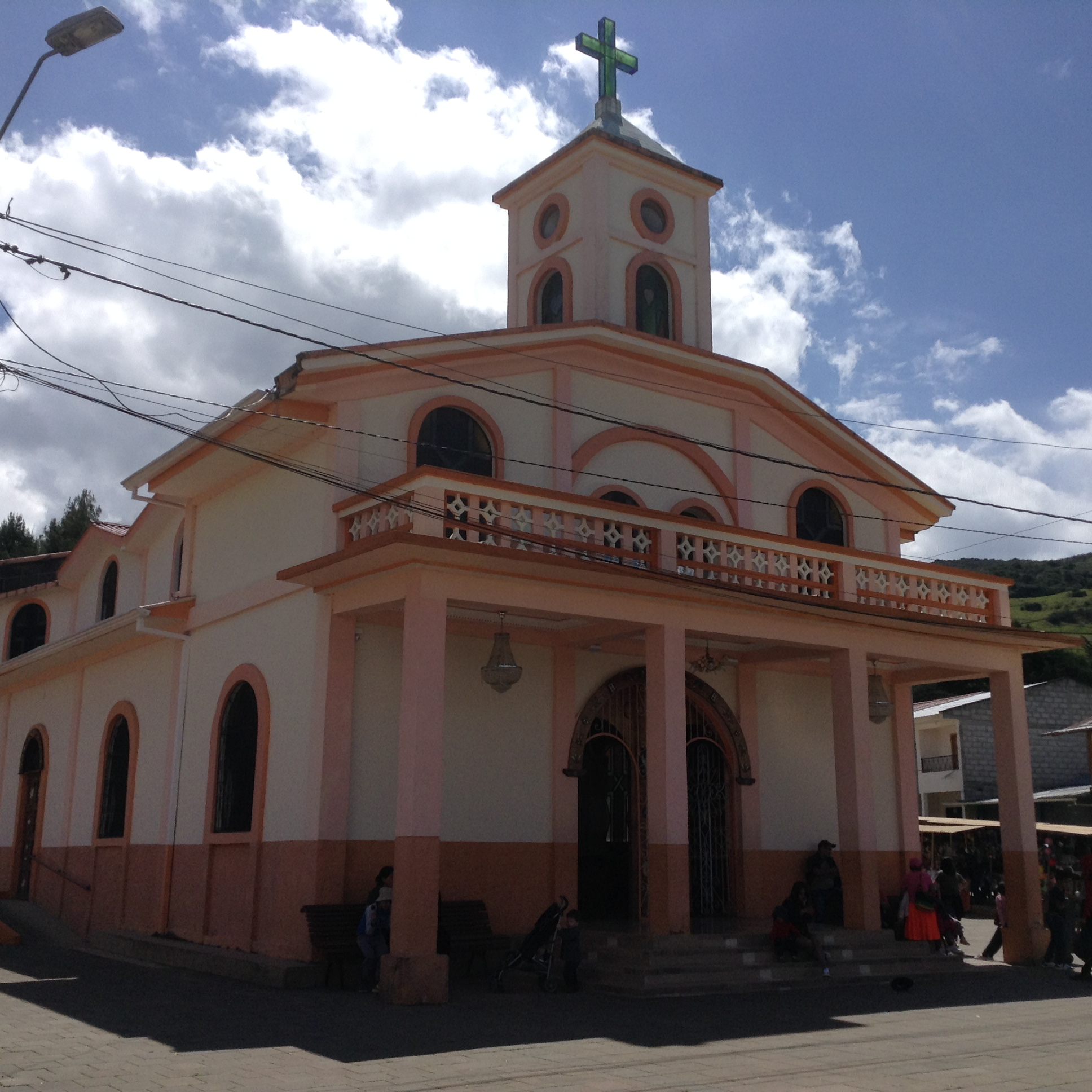
Santuario de Andacocha

## Autoridades
Luego de las Elecciones seccionales de Ecuador de 2019, quedaron designados por votación popular las siguientes autoridades:
Alcalde: Ing. Francisco Luzuriaga Paida
Concejales:
- Sr. Patricio Calderón
- Ing. Darwin Ordóñez - vicealcalde
- Ing. Carmita Pesantez
- Sr. Esteban Toledo
- Sr. Marcelo Verdugo